# Nečas (Budčeves)
Nečas (dříve také Nečasy, německy Netschas) je malá vesnice, část obce Budčeves v okrese Jičín. Nachází se 2 km na jihozápad od Budčevsi. První zmínka roku 1835. V roce 2009 zde bylo evidováno 27 adres. V roce 2001 zde trvale žilo 10 obyvatel.
Nečas je také název katastrálního území o rozloze 2,17 km2.

## Další fotografie

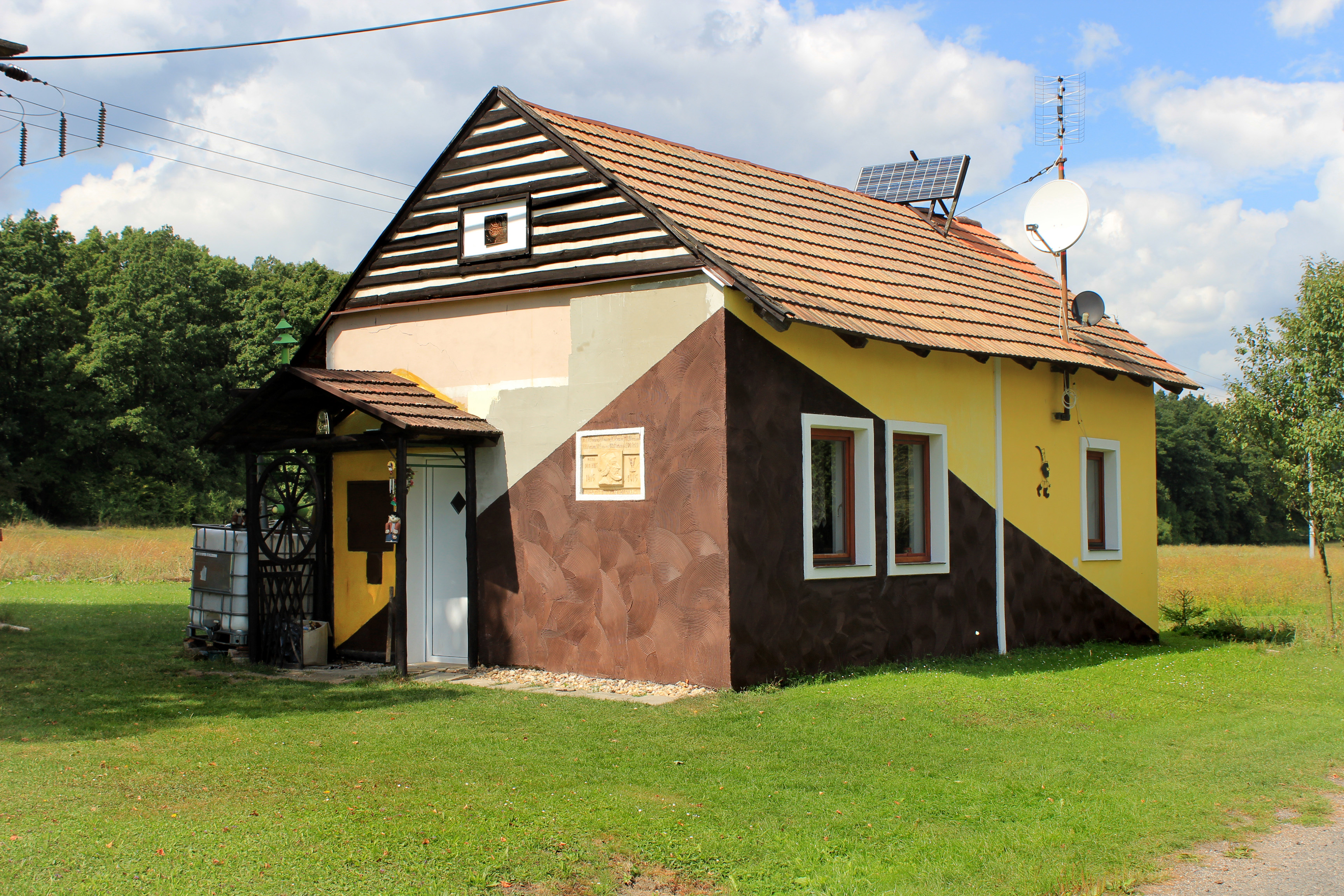
Opravená bývalá hasičárna
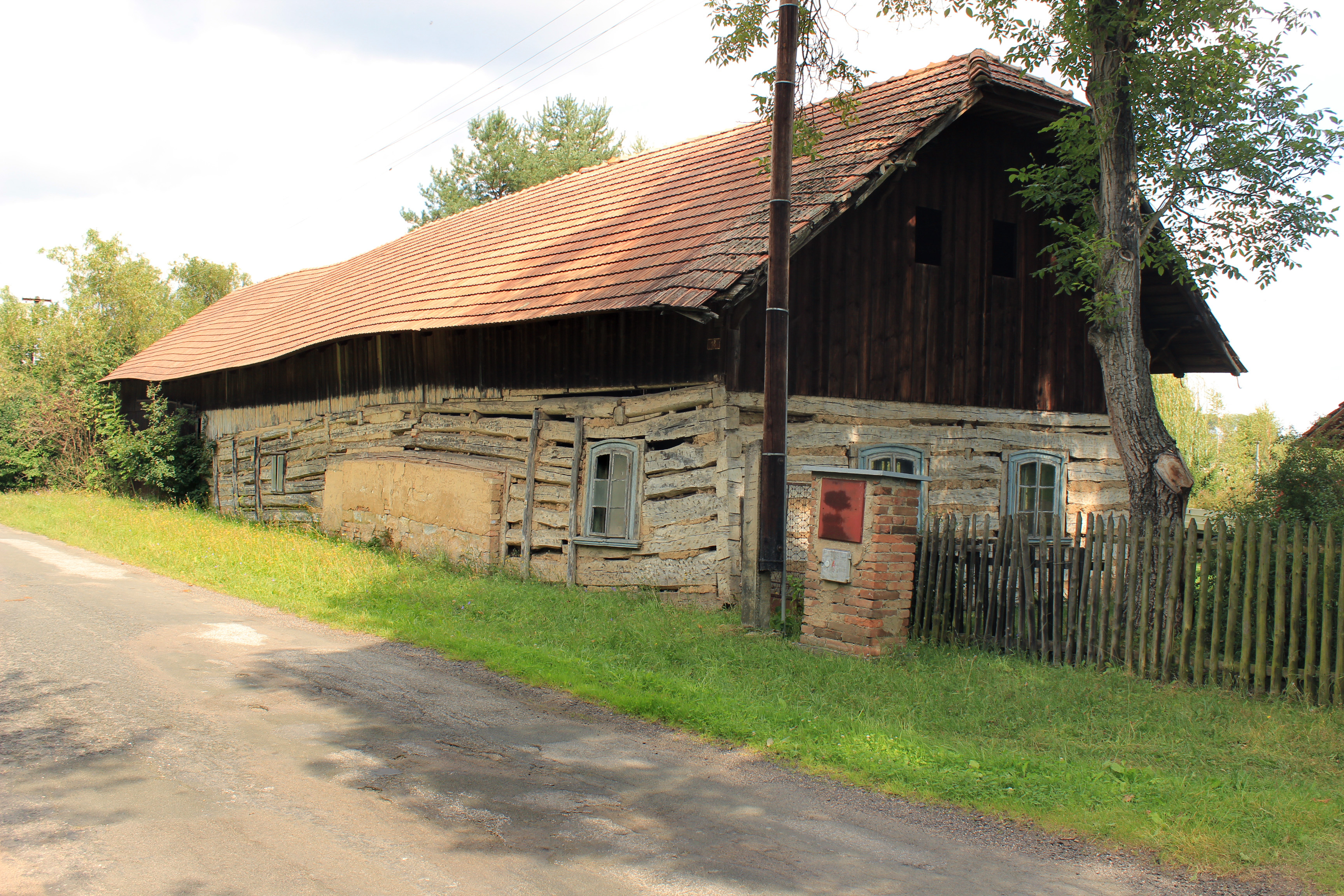
Rozpadající se roubenka
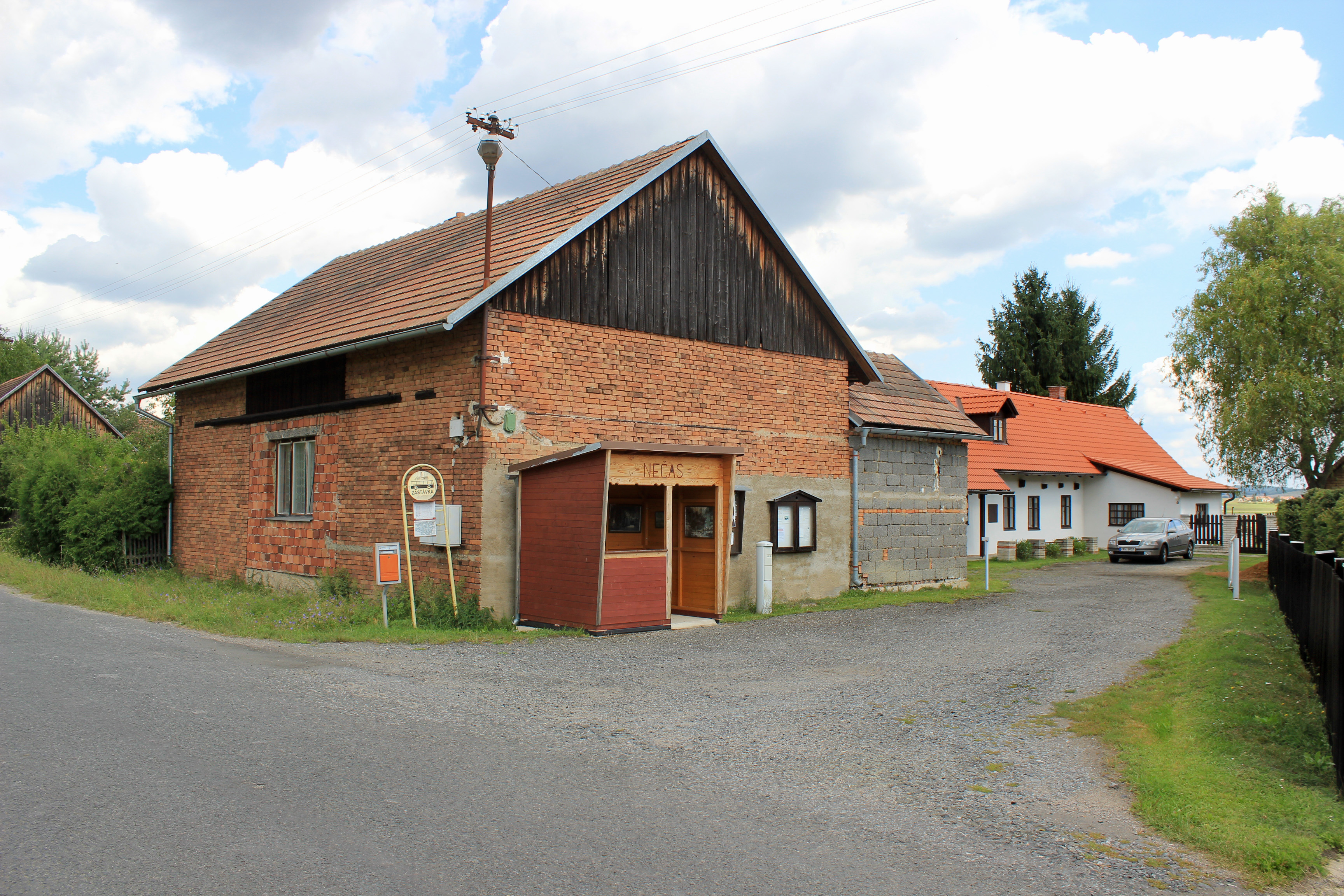
Autobusová zastávka